# 探險活寶：寶妹與皮姊
《探險活寶：寶妹與皮姊》是一部美国動畫影集，是卡通頻道動畫劇集《探險活寶》的第二部衍生作品；與原作不同，這部作品分級TV-14，是一部成人動畫。本作主角寶妹與皮姊，是阿寶和老皮在多元宇宙中的其中一種性轉版本，曾多次在《探險活寶》中出現；他們與曾為冰霸王的賽門·派翠克夫，一起在多元宇宙探險。
執行製作人亞當·穆托曾在《探險活寶》後半部分擔任總監，也是2020年《探險活寶：遙遠的秘境》的製作人。本劇在2023年8月31日於HBO Max串流媒體平台上線，在第一季完結後，目前已宣布續訂第二季。

## 概要
繼《探險活寶：遙遠的秘境》之後，《探險活寶：寶妹與皮姊》是《探險活寶》的第二部衍生作品。
第一季中，寶妹與她養的貓皮姊，在一個沒有魔法的平行世界平凡度日，為前途黯淡的工作奔波；她渴望神奇事物，晚上一再夢到燦爛的魔幻世界，可是似乎永遠遙不可及。另一方面，「口香糖大戰」結束、人類回到哇賽秘境十二年後，賽門·派翠克夫居家工作，既是考古學家、也是活生生的文物；不過已經不是冰霸王的他，無法適應這個未來世界的生活。寶妹與皮姊被一個窮追不捨的新反派角色追殺，和賽門一起在多元宇宙探險、追尋自己。
本劇主要英語配音員以及相應角色包括：

### 主角
- 瑪德琳·馬丁（英语：Madeleine Martin）：飾演寶妹（Fionna Campbell），阿寶的性轉角色。
- 蘿絲·萊恩（英语：Roz Ryan）：飾演皮姊（Cake the Cat），寶妹的寵物貓、老皮的對應角色。
- 湯姆·肯尼：飾演賽門·派翠克夫（Simon Petrikov），即《探險活寶》中的冰霸王。
- 安德魯·蘭內斯：飾演小凱（Gary Prince），泡泡糖公主在平行世界中的人類角色。
- 唐納·葛洛佛：飾演艾爾（Marshall Lee），艾薇爾在平行世界中的人類角色。
- 尚恩·羅哈尼：飾演皮斯莫（Prismo），監控多元宇宙的許願神，居住在時光室[12]。
- 凱萊·麥基（英语：Kayleigh McKee）：飾演聖甲蟲（Scarab），本作主要反派角色[13]。

### 配角
- 潘得頓·沃德：《探險活寶》創始者，飾演艾利斯（Ellis P.），腫泡泡公主在平行世界中的人類角色。
- 維科·歐提茲（英语：Vico Ortiz）：飾演杭特（Hunter）、草阿寶[14]。
- 奧黛麗·班尼特：飾演艾絲翠（Astrid），一個酷愛《寶妹與皮姊》故事的人類女孩。
- 傑里米·沙達：飾演阿寶、冰雪阿寶（Ice Finn）[15]。
- 約翰·迪·馬吉歐：飾演老皮。
- 海登·瓦爾希（英语：Hynden Walch）：飾演泡泡糖公主、糖果王后（Candy Queen）[16]。
- 奧利維亞·奧森（英语：Olivia Olson）：飾演艾薇爾。
- 朗·普尔曼：飾演陰魔王（The Lich）[17]。
- 費利西亞·戴（英语：Felicia Day）：飾演貝蒂·葛夫（Betty Grof），賽門的未婚妻[2]。

## 背景

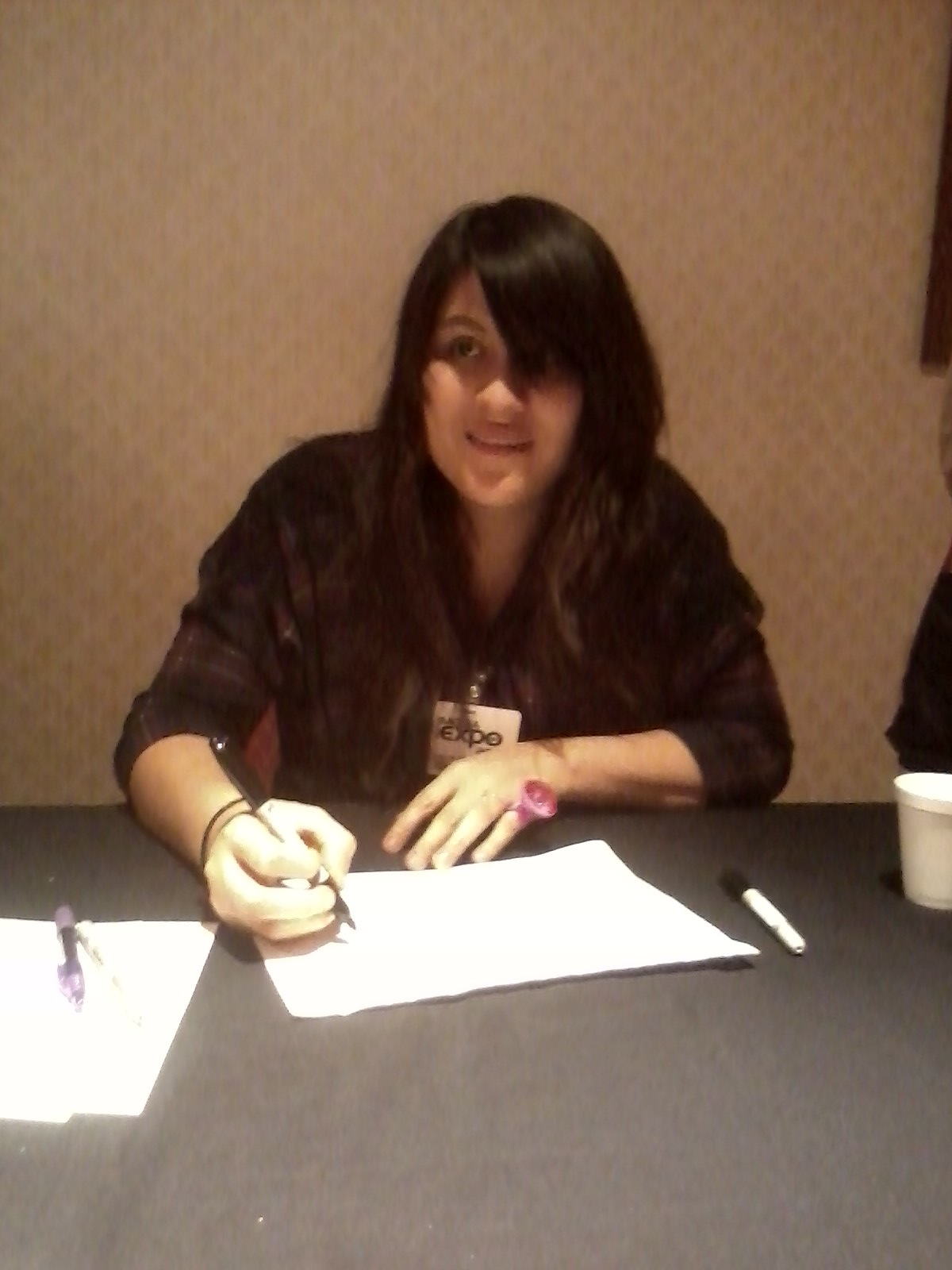
娜塔莎·阿萊格里，寶妹、皮姊的創造者

《探險活寶》前幾季製作期間，時為分鏡與角色設計人員的娜塔莎·阿萊格里，在網路上分享自行設計的「性轉版寶妹與皮姊」二次創作插畫；由於好評不斷，劇組決定追認這兩個角色，正式放進原作。
2011年9月5日，以兩位角色為主角的第三季第9集寶妹與皮姊上映，由阿萊格里翻唱那一集的主題曲；有超過330萬觀眾收看，是《探險活寶》到當時為止收視率最高的一集。另一位劇組人員芮貝卡·薛格在文章中寫道：「我希望這集能帶來諷刺粉絲的效果，它也帶有一種『大肆慶祝』的意涵；劇情不合常理的地方讓人心頭一緊，某種程度上，甚至能改變看待自我的方式。我就是因為喜歡這種美好、古怪又讓人害羞的感受，才來做卡通的！」在《探險活寶》第五季的壞壞男孩、第六季的什麼都想要的王子、第八季的平行宇宙的故事、以及第九季的山寨版寶妹中，寶妹、皮姊也有出現。
2018年《探險活寶》完結後，第一部衍生作品《探險活寶：遙遠的秘境》在HBO Max上線，第一集在2020年首播；該劇尚未完結，HBO Max就在2021年8月17日宣布另一部以寶妹與皮姊為題材的性轉版衍生劇即將推出，共有十集，每集各半小時。配音阿寶的杰里米·沙达在2022年的訪問中，對於是否回歸參與製作不置可否。同年六月的法国安錫國際動畫影展中，卡通频道工作室展示關於這部製作中新作的插圖。

## 發展

### 獲准製作

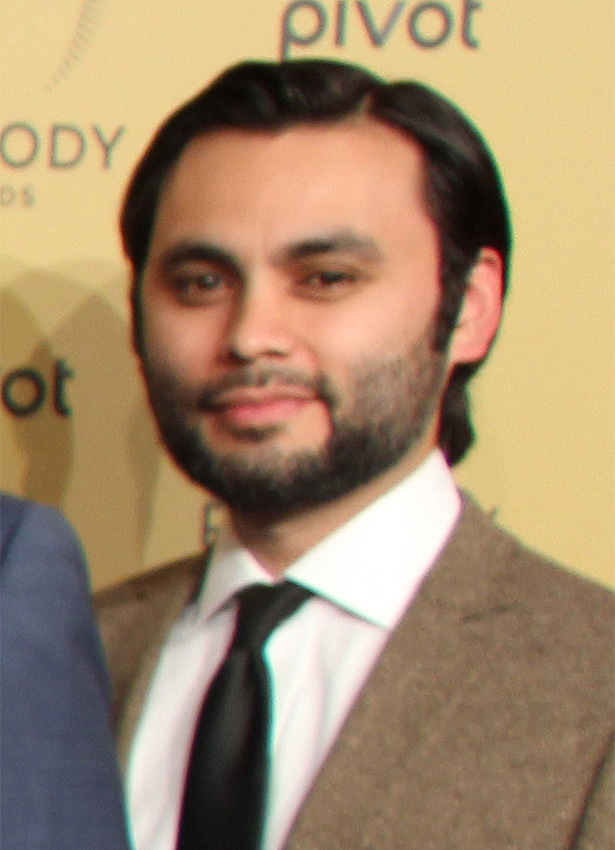
亞當·穆托，《探險活寶》總監與之後兩部衍生作的製作人

HBO Max與Adult Swim將《探險活寶：寶妹與皮姊》定位為一部「限定劇」（limited series），目標客群是剛成年、原《探險活寶》的年輕觀眾。高層人員蘇珊娜·馬科斯說：「對我們來說，這是一部理想的作品；基調與跟《探險活寶》很像，不過寶妹已經成年在就業了。新作品更加成熟，有潛力吸引新粉絲，之前《探險活寶》的觀眾也能看到符合期待的內容。」此前在美国电视分级制度下，雖然《探險活寶》大部分內容適合兒童，可是由於含輕度暴力及性暗示，分級為。而這部衍生作中由於含有裸体、不雅詞彙、物質濫用等成人內容，屬於TV-14作品，未滿14歲不適合觀看；不過在澳洲評級不變，仍為。
長期擔任《探險活寶》總監的亞當·穆托繼續指導製作，他也是上部衍生作、2020年特別篇《探險活寶：遙遠的秘境》的製作人，與弗雷德·塞伯特、山姆·雷吉斯特共同製播。關於製作緣由，穆托在接受《华盛顿邮报》採訪時說，這並不是卡通頻道積極要求。劇組很早就注意到，寶妹和皮姊大受歡迎，對於部分觀眾而言，這甚至是他們唯一感興趣的內容；可是這些角色在原作裡不常出現，因而製作了這部關於他們的獨立作品。一開始對於再度製作衍生作品，穆托認為需要相當謹慎；當時不少其他作品出了续集或重啟版新作，得到褒貶不一的評價。這部新作必須自成一格、不能太依賴原作；為與前作區分，著重描寫「角色獨特的成長故事」便成為《探險活寶：寶妹與皮姊》的重點。而且一集長度有限，一次放太多東西會失焦，因此有不少候選題材就只留在討論階段，沒有放進劇本；儘管有《探險活寶》角色客串，製作團隊並不觸及原作太多，選取主題也避免重複。前作《探險活寶：遙遠的秘境》的架構是較為鬆散的四個短篇故事，而此後繼作品的劇情是連貫的。
穆托認為這部作品要維持前作的要素，又要以截然不同的故事、角色重新詮釋；尤其製作團隊要重新塑造寶妹的形象，在個性、特質都跟阿寶區分，而不是只是性別不同的「女版阿寶」。因此，阿寶是精力充沛、無私奉獻的英雄，而寶妹是一個「平凡」、更接近真實的角色，她不生活在魔法世界、也不大公無私，更不是技能高強的戰士；原本寶妹並沒有在《探險活寶》的世界中，編劇以她開始接觸不同世界做為起點，來發展新劇情。同樣地，老皮是懶惰的魔法狗，能任意伸縮變形；而皮姊在沒有魔法的世界，是寶妹養的宠物、一隻沒有超能力的平凡家貓。在《探險活寶：遙遠的秘境》中，有阿寶、老皮都已經過世的情節，穆托傾向不解釋阿寶、老皮是怎麼過世的，也不打算細寫成年阿寶的生活；而是接續農的世界（Farmworld）故事，讓另一個版本的阿寶重新登場，作為補償。艾薇爾的母親是黑人，她與母親的兩位配音員（奧利維亞·奧森、艾瑞卡·盧崔爾）也都是非裔，不過此前艾薇爾與艾爾仍有典型吸血鬼的蒼白皮膚；到這部衍生作時，艾爾不是惡魔、也不是吸血鬼，在一個失去魔法的世界中是個黑人。穆托說原本尚未設定艾爾的族裔，由於劇組成員來自多種族、與過去劇情鋪墊之下，他是黑人是很自然的事；若不用這個設定，就很沒說服力。儘管《探險活寶：寶妹與皮姊》不是音樂劇，由於擺脫了原本一集11分鐘的限制，可以放進更多關於劇情的歌曲。劇組曾考慮放入2008年卡通《阿嗨大冒險》的內容，讓其中一集是關於該劇世界觀中的探險。不過多元宇宙選擇成千上萬、一季十集長度有限，這個跨界作品提案沒有採用，而是以第一季第4集少年啪的一個客串取代，成為皮斯莫向寶妹、皮姊、賽門展示的其中一個多元宇宙。劇中場景也參考穆托的出生地西雅圖，第一季第8集中有一棟建築，與位於華盛頓大學的苏萨罗图书馆相當神似。
2023年12月5日，《探險活寶：寶妹與皮姊》宣布續訂第二季。

### 製作過程

#### 配音與配樂
本作的三個主角，配音部分仍由原劇配音員負責：瑪德琳·馬丁配音寶妹，蘿絲·萊恩配音皮姊，湯姆·肯尼配音賽門·派翠克夫；安德魯·蘭內斯、唐納·葛洛佛、凱萊·麥基和尚恩·羅哈尼等人，也確定加入陣容。原劇主角群中的阿寶、老皮、泡泡糖公主以及瑪瑟琳也再度出現，四位角色仍保留原配音。庫梅爾·南賈尼原本負責配音願望神皮斯莫，而製作團隊另選他人；他在推特表示：「我很想再次為皮斯莫配音，能扮演他我很榮幸；他在我心中分量很重，我也可以免費幫忙。」穆托說南賈尼的代表幾次婉拒了這次邀請，南賈尼回應：「太荒唐了，他們從來沒告訴我這件事，真是遺憾。」此前，泡泡王子（Prince Gumball）曾由尼爾·柏德烈·夏里斯與基思·弗格森飾演。而變裝皇后金克斯·孟森取代賈斯汀·羅蘭德，配音檸檬公爵（Earl of Lemongrab）；孟森也與克莉·桑默飾演檸檬姐妹（Lemoncarb），為檸檬公爵對應的人類角色。
原《探險活寶》團隊製作人員芮貝卡·薛格、帕特里克·麥克海爾與索姆威萊·夏蓬回歸為本作作曲，曾獲艾美奖提名、為《探險活寶：遙遠的秘境》編曲的非裔作曲家阿曼達·瓊斯，也在配樂陣容中。第一季的第一首歌，為樂團所作；第2集後半的配樂（Part of the Madness）、第3集配樂（Cake on the Loose）則都是薛格的作品。第6集的的兩首歌，由麥克海爾譜曲；第8集配樂（Everything in You）為凱倫·海維作品。第10集的片尾曲（Blue Shift）出自2019年專輯，作曲者原本希望這首歌可以成為情景喜剧主題，在本作製作後期被選中。

#### 動畫
沿襲以往慣例，製作團隊依然維持手繪传统动画製作，動畫繼續跨海在韓國處理，由草圖韓國、Saerom動畫製作。與以往卡通频道工作室的做法不同，Max要求製作團隊要先規劃好完整一季的內容；動畫設計方面有挑戰性，因為每集場景很少重複，多元宇宙彼此之間色調各有差異、背景也變得更加複雜。本劇共有大約五十位卡通頻道員工參與製作，大部分人在美国加州，少數在日本與俄罗斯。本劇在2019冠状病毒病疫情期間的2021年開始製作，許多製作人員住在偏遠地區，有九成的成員分處各地接續製作，直到2022年工作室重新開放。第一季由卡通頻道製作的部分，在2022年12月9日完成。
製作團隊中的史蒂夫·沃夫哈德設計片頭、片尾，由加拿大動畫師尼克·克羅斯完成動畫。第一季第4集的黑白无声电影、第8集中一個宇宙空間的片段，也是克羅斯製作的。第6集的第一首歌（Winder Wonder World）的動畫由艾力斯與林賽·斯摩爾-伯特拉夫婦回歸製作，他們先前也曾客串製作動畫，片段分別在《探險活寶》第八季的奇境洞穴、第九季的舊照片的回憶。第一季最後兩集的3D遊戲動畫由動畫師羅易·江設計、製作。

### 放映
2023年7月20日的圣地亚哥国际漫画展，Max發布的一分鐘短片宣佈上線日期訂在同年8月31日，正式預告片在8月17日釋出；2023年8月31日正式首映後，每週四的美東時區凌晨三點都更新兩集；五週後的9月28日，第一季共十集全部上線，每集長半小時。在美國以外，《探險活寶：寶妹與皮姊》在澳洲的串流平台Binge上線，隨後也在福斯8號台每週同步上映；加拿大的卡通頻道在同月15日播出。
2024年11月19日，隨著Max串流影音服務進駐台灣，《探險活寶：寶妹與皮姊》也在台灣上線。

## 集數

### 第一季
| 集數 | 標題         | 導演            | 編劇和分鏡創作                                                      | 上線日期      |
| --- | ------------ | --------------- | ------------------------------------------------------------------- | ------------- |
| 1 | 寶妹         | 萊恩·夏農       | 漢娜·K·奈斯特倫、安娜·西弗森、雅各·溫克勒、李海媛                   | 2023年8月31日 |
| 成年的寶妹與寵物貓皮姊，居住在沒有魔法、人們神似《探險活寶》角色的異世界，常夢到奇幻冒險；即使身邊有幾位好友，無趣的生活她越來越消沉、憤世嫉俗。由於皮姊行為反常，寶妹被開除後在好友艾爾介紹下向艾利斯求助；後來皮姊追著一道詭異的光，跳進一個冰淇淋小販的冰箱後消失。                                                       |              |                 |                                                                     |               |
| 2 | 賽門         | 史蒂夫·沃夫哈德 | 伊基·克雷格、格拉漢·福克、吉姆·坎伯、路西歐拉·朗吉                  | 2023年8月31日 |
| 賽門住在哇賽秘境空中的人類城市，他的新家是一個20世纪風格的展覽館，而人們還是很喜歡冰霸王的「寶妹與皮姊」故事；賽門想擺脫過去的陰影，但是他也無法適應新時代。賽門跟成年的阿寶去探險，之後又打電話給艾薇爾，反而感到更寂寞。極度思念未婚妻貝蒂之下，賽門決定用綁架來的怪怪鵝重新使用魔法，結果皮姊在他家出現。                 |              |                 |                                                                     |               |
| 3 | 皮姊         | 萊恩·夏農       | 漢娜·K·奈斯特倫、安娜·西弗森、雅各·溫克勒、李海媛、妮可·羅德里奎茲  | 2023年9月7日  |
| 皮姊抵達哇賽秘境時，時光室的遙控器不停傳出嗶嗶聲，但是消沉的皮斯莫假裝沒聽到，繼續觀賞阿寶跟老皮的探險；皮姊逃出賽門家，從天而降到哇賽秘境後逐漸適應、找回本能，把一個市集搞得一團亂，被鎮民圍捕。當賽門再度嘗試魔法時，正在尋找愛貓的寶妹也被傳送到哇賽秘境；艾絲翠幫忙寶妹找到皮姊，寶妹和皮姊卻突然消失。                 |              |                 |                                                                     |               |
| 4 | 少年啪       | 史蒂夫·沃夫哈德 | 伊基·克雷格、格拉漢·福克、吉姆·坎伯、路西歐拉·朗吉                  | 2023年9月7日  |
| 皮斯莫終於發現寶妹與皮姊來到哇賽秘境後，把他們和賽門都帶來時光室。皮斯莫解釋，他擅自創造出一個獨立宇宙，暗中傳送到冰霸王的記憶中儲存；不過當冰霸王變回賽門後，寶妹所在的這個小宇宙也失去魔法。來時光室調查的聖甲蟲找到寶妹、皮姊與賽門，皮斯莫讓他們三個帶著遙控器及時逃離時光室；這時賽門認為，重新成為冰霸王可以解決難題。 |              |                 |                                                                     |               |
| 5 | 命運         | 萊恩·夏農       | 雅各·溫克勒、桑雅·馮·馬倫斯多夫、漢娜·K·奈斯特倫、安娜·西弗森       | 2023年9月14日 |
| 寶妹、皮姊與賽門在農的世界追蹤皇冠下落，寶妹以為靠她玩遊戲的經驗就能輕鬆達成，卻拿到冒牌货；這時冰雪阿寶已經擺脫詛咒多年，他的兒子小杰把他們帶回家借住一晚。小杰帶著寶妹一行人去找皇冠，不過已被皮斯莫摧毀的皇冠只留下碎片，被命運幫發現；聖甲蟲制服皮斯莫後找到他們，結果四個一起被遙控器傳送走。                                   |              |                 |                                                                     |               |
| 6 | 冬季之王     | 史蒂夫·沃夫哈德 | 伊基·克雷格、格拉漢·福克、吉姆·坎伯、路西歐拉·朗吉、妮可·羅德里奎茲 | 2023年9月14日 |
| 寶妹失蹤後，小凱到她家找不到人，遇到暫住那邊的艾爾；兩人一起去購物，艾爾請來給兩位食品大亨推薦小凱的烘焙計畫，她們反應冷淡。而為重建寶妹異世界的魔法，寒冬王為賽門複製一頂新皇冠時遭到綁架；寶妹救了他們後，寒冬王因皇冠失去魔力化成灰，原來是他下咒讓泡泡糖公主發瘋。由於聖甲蟲緊追在後，寶妹、皮姊與賽門又逃到別的異世界。 |              |                 |                                                                     |               |
| 7 | 星辰         | 萊恩·夏農       | 伊基·克雷格、格拉漢·福克、雅各·溫克勒、桑雅·馮·馬倫斯多夫           | 2023年9月21日 |
| 在一個賽門已死、吸血鬼肆虐的異世界，皮姊與泡泡糖同行；為獲得皇冠，一行人去找吸血鬼君主——鬼王。鬼王將艾薇爾收為養女，賽門見計畫失敗，和寶妹與皮姊再度離開。艾爾帶著小凱，出席母親阿巴迪爾夫人辦的慈善舞会，她想讓兒子繼承家業；小凱見艾爾為自己違心做到這樣，當眾帶他離開宴會時，兩人在電梯中接吻。                           |              |                 |                                                                     |               |
| 8 | 傑瑞         | 史蒂夫·沃夫哈德 | 漢娜·K·奈斯特倫、安娜·西弗森、吉姆·坎伯、潔姬·費爾斯                | 2023年9月21日 |
| 賽門分享與貝蒂的往事，皮姊找到獨居的嗶莫一起去找皇冠；看了冰霸王录影带紀錄的瘋狂行為，寶妹將皇冠藏起來帶走。嘗試修復遙控器的嗶莫起火燒毀，後來一行人發現他所謂的「朋友」其實是陰魔王；陰魔王來到所許願的宇宙消滅了所有生命，結果卻感到空虛。最後賽門使用魔法讓寶妹、皮姊回去，正當他要戴上皇冠時，突然掉進一個紅色傳送門。   |              |                 |                                                                     |               |
| 9 | 卡斯帕與諾瓦 | 萊恩·夏農       | 伊基·克雷格、格拉漢·福克、雅各·溫克勒、桑雅·馮·馬倫斯多夫           | 2023年9月28日 |
| 從一場魔法惡夢醒來後，寶妹和皮姊回到魔法還沒恢復的異世界。刈包壓碎陰魔王，將賽門的意識傳送到千年以後的哇賽秘境、附身在小米身上；賽門與貝比找到一款游戏书，試著找出脫困的辦法。刈包將聖甲蟲變成了蟎蟲，不過幾隻小蟲依然逃到了寶妹異世界；原本寶妹和朋友們抓住了這些蟲子，不過由於艾利斯又放出牠們，聖甲蟲得以恢復原狀。       |              |                 |                                                                     |               |
| 10 | 乾杯         | 史蒂夫·沃夫哈德 | 漢娜·K·奈斯特倫、安娜·西弗森、吉姆·坎伯、潔姬·費爾斯                | 2023年9月28日 |
| 在遊戲的互動中，賽門意識到以前沒注意到貝蒂不斷為他犧牲，最終釀成悲劇。在寶妹要求不恢復魔法之下，賽門傳去一株魔法蒲公英傳讓她重建異世界，然後被送回哇賽秘境；寶妹異世界與多元宇宙相連，從聖甲蟲造成的破壞中恢復原狀。大戰之後，聖甲蟲在時光室為皮斯莫工作來贖罪；賽門與寶妹依然保持聯絡，在原本的世界擁抱生活。               |              |                 |                                                                     |               |

## 迴響

### 影評

繪有阿寶、寶妹的粉絲作品，2012年水彩画

IGN的蔡斯·哈金森在影集上線前，讚賞《探險活寶：寶妹與皮姊》客觀敘事、避開傷感，令人好奇角色們究竟經歷了什麼複雜轉變；透過不斷強調一個主題「變化」，彷彿反映製作人員也有所改變。他也評價此作有「相當發自內心的活力」，不會為了迎合觀眾刻意致敬；即使不及原作，此續作是一部引人深思、另有突破的喜劇。凱雅·順雅塔評論，十三年前的觀眾愛上了阿寶、老皮，現在觀眾也同樣會喜歡寶妹、皮姊，這部新影集也依然忠於初心。柯曼·斯皮爾德說，這部新作不是個只為賺錢、賣情懷的東西，進一步擴充原作的世界觀，也繼承同樣的角色設計與動畫風格；除了呼應前作與製作過程的部分饒富趣味，有些地方《探險活寶》做不到，而《探險活寶：寶妹與皮姊》就做到了。
傑克·克萊曼認為本作讓《探險活寶》系列有突飛猛進的進步，情感方面發展得最成熟，也描寫成長是令人心碎的。尼克·瓦德茲也表示，本作以黑暗元素將這個系列帶入新紀元，是製作人用心看待原作粉絲而生的作品。阿里安·康納評價此作保持魅力又變得成熟，與《降世神通：柯拉傳奇》一樣成功；這不是給下一代的重啟作，而是整合了存在主义、迷人探險以及狂野創意的喜劇。魯本·巴倫說這是一部獻給忠實觀眾的禮物，將其與《小蜂與狗貓貓》（娜塔莎·阿萊格里作品）前兩集以及《神臍小捲毛：超未來》比較；多元宇宙的設計類似《洛基》與，巴倫評價這部作品是《探險活寶》的傑出續作。
2023年9月，《探險活寶：寶妹與皮姊》第一季根據十則影評在爛番茄獲得100%滿分，另根據五則影評在Metacritic得分78/100。

### LGBTQ+內容

艾爾（左）、小凱（右）接吻

穆托表示，一開始劇組人員自己想在劇情加入非異性戀內容，以展現自我認同，這些元素並不是他或者高層人員刻意要求加入的；在芮貝卡·薛格《神臍小捲毛》以及後來的其他作品中，這點更明顯。而Polygon的薩曼莎·普茨，以及詹姆士·法托拉等人都讚許《探險活寶：寶妹與皮姊》中這類主題，尤其是關於小凱、艾爾的部分。
繼《探險活寶》最後一集、完結篇跟我一起來之後，泡泡糖公主與瑪瑟琳的戀愛關係，在《探險活寶：遙遠的秘境》以及本作中繼續演繹；在這兩部作品中，從來沒有深入探討泡泡王子、艾爾兩人的故事。而本劇第一季第7集星辰交替出現兩種迥異的情境，其中小凱、艾爾本來不認識，從前一集彷彿一見鍾情、感情快速升溫，到這一集鞏固了男同性戀關係，隨後在第9集卡斯帕與諾瓦時已開始交往。普茨評論，無論在什麼樣的平行時空，泡泡糖、瑪瑟琳就是彼此愛情的最終歸宿；她認為現在《探險活寶：寶妹與皮姊》已經沒有遭受抵制的顧慮，在這部新作放進非異性戀內容，很理所當然。
法托拉讚許《探險活寶：寶妹與皮姊》不迴避描寫酷兒題材，與《探險活寶》前幾季「做作」的异性恋內容相比，有很大的不同；光明正大展現小凱、艾爾的同性戀關係是一種進步，無論對於過去、還是現在正徬徨的非異性戀青少年而言，都是一份大禮。蘇珊娜·波羅評論，過去《探險活寶》曾被异性恋本位审查制度禁錮；如今，深受觀眾喜愛的情侶在不同時空中，這部作品給了最有力的支持。

### 榮譽
| 年度 | 獎項                         | 榮譽                         | 受提名或獲獎者                                 | 結果 | 參考資料        |
| ---- | ---------------------------- | ---------------------------- | ---------------------------------------------- | ---- | --------------- |
| 2024 | 第51屆安妮獎                 | 最佳動畫角色設計             | 艾力斯·斯摩爾-伯特拉 （因第一季第6集冬季之王） | 提名 | [ 113 ] [ 114 ] |
| 2024 | 第35屆同志媒體獎             | 傑出兒童與家庭觀賞類動畫節目 | 《探險活寶：寶妹與皮姊》                       | 提名 | [ 115 ] [ 116 ] |
| 2024 | 第76屆黃金時段創意藝術艾美獎 | 動畫節目最佳個人成就獎       | 艾力斯·斯摩爾-伯特拉 （因第一季第6集冬季之王） | 獲獎 | [ 117 ] [ 118 ] |
| 2024 | 第26屆婦女形象網路獎         | 最佳動畫                     | 第一季第7集星辰                                | 提名 | [ 119 ] [ 120 ] |

## 其他
第一季完結後，穆托表示當初這部衍生作能成案，已經非常幸運了；當初批准第一季的人已經離開，這一季的表現將決定衍生作的前途，未來可能製作的內容除第二季以外，也考慮製作其他角色的迷你剧集或特別節目。製作團隊也有其他構想，然而《探險活寶：寶妹與皮姊》是否續訂下一季、或者未來是否製播其他衍生作品，就取決於上層（华纳兄弟探索）是否批准、提供經費。隨著串流媒體調整策略的風潮興起，原創作品、成人動畫等被腰斬的不確定性不利於長期規畫；製作團隊會繼續建議提案，即使結果無法掌握、新節目年齡分級也有可能會變。或許未來會有其他製作團隊，捨棄這部作品的原有架構、建立一個重啟版新作；那就跟原作系列無關，是新版本的《探險活寶》。裡面也許仍保留標誌性的元素「藍、粉紅、黃」三種顏色，也可能可以超越原作；假如觀眾不喜歡這些結局，也可以創造出一個自己版本的故事。

## 外部連結
- HBO Max上的串流平台連結 （页面存档备份，存于）》
- 互联网电影数据库（IMDb）上《探險活寶：寶妹與皮姊》的资料（英文）
- Fandom上主題維基 （页面存档备份，存于）的資料（英文）
- King of OOO （页面存档备份，存于）（《探險活寶》官方部落格）（英文）